# Noord Nederlandse Zweefvlieg Club
De Noord Nederlandse Zweefvlieg Club (NNZC) is een zweefvliegvereniging in Nederland die vliegt vanaf een veld te Veendam. De club had in 2018 vijfentachtig leden. 

## Geschiedenis
De vereniging werd opgericht in 1932. De naam was toen 'Groningsche Zweefvliegclub'. Ze vloog vanaf vliegveld Eelde. In 1960 verhuisde de club naar Witten bij Assen. De naam werd in 1969 gewijzigd in 'Noord Nederlandse Zweefvlieg Club'. Later werd in Veendam een geheel nieuw zweefvliegterrein ingericht.

## Techniek
De club gebruikt voor het opstijgen een 2-trommel-lier met kunststofkabels. Deze zijn sterker dan de vroegere stalen kabels en wegen ook minder. De lier trekt het vliegtuig naar een hoogte van zo'n 450 meter. Na het lieren wordt het vliegtuig losgekoppeld en vervolgt zelf zijn weg. Door middel van de thermiek is verder opstijgen mogelijk, er kunnen hoogtes worden bereikt van 1500 meter en meer. Ervaren vliegers kunnen, in geval van thermisch weer, uren in de lucht blijven.

## Vloot
De club heeft verschillende zweefvliegtuigen.
- ASK13: PH-1202 - Opleidingstweezitter, wordt ook gebruikt voor passagiersvliegen. De NNZC heeft er twee.
- ASK13: PH-1418 - Opleidingstweezitter, wordt ook gebruikt voor passagiersvliegen.
- Grob 102: PH-1159 - Dit toestel is een echte overgangstrainer. Op dit vliegtuig maken de NNZC-leden hun eerste eenzittersolovluchten.
- Grob 102: PH-1161 - Dit toestel is een echte overgangstrainer. Op dit vliegtuig maken de NNZC-leden hun eerste eenzittersolovluchten. De NNZC heeft er twee.
- ASW19B-WL: PH-1491 (CV) - Dit is een prestatievliegtuig. Het vliegtuig is beschikbaar voor de gevorderde zweefvlieger voor het uitvoeren van overlandvluchten of het vliegen van wedstrijden.
- Discus B: PH-1148 (IDB) - Dit is een prestatievliegtuig. Het vliegtuig is beschikbaar voor de gevorderde GPL'er voor het uitvoeren van overlandvluchten of het vliegen van wedstrijden.
- Discus B: PH-1344 (5S) - Dit is een prestatievliegtuig. Het vliegtuig is beschikbaar voor de gevorderde GPL'er voor het uitvoeren van overlandvluchten of het vliegen van wedstrijden.
- Duo Discus: PH-1508 (MV) - Dit is een tweezitsprestatievliegtuig. Het vliegtuig is beschikbaar voor de gevorderde brevethouders voor het uitvoeren van overlandvluchten of het vliegen van wedstrijden.
- Duo Discus: PH-1171 (RV) - Dit is een tweezitsprestatievliegtuig. Het vliegtuig is beschikbaar voor de gevorderde brevethouders voor het uitvoeren van overlandvluchten of het vliegen van wedstrijden.

De club hanteert regels voor het vliegen op een bepaald type vliegtuig. Zo mag iemand pas vliegen op een ASW-19B-WL als hij minimaal 50 solostarts heeft gemaakt. Met de Discus mag pas worden gevlogen als men voldoende solostarts op zijn naam heeft en in het bezit is van een LAPL(S) (Light Aircraft Pilot Licence Sailplane) of een SPL (Sailplane Pilot License).